# Mendota, Kalifornien
Mendota är en stad (city) i Fresno County, i delstaten Kalifornien, USA. Enligt United States Census Bureau har staden en folkmängd på 11 166 invånare (2011) och en landarea på 8,5 km².
Staden har rankats som "USA:s sämsta stad att leva i" pga kriminalitet och fattigdom. Rankingen har kritiserats.